# Lëzna
Lëzna (in bielorusso Лёзна?; in russo Лиозно?, Liozno) è un comune bielorusso con status di città di 6 752 abitanti. È un insediamento di tipo urbano appartenente alla voblasc' di Vicebsk ed è capoluogo del distretto omonimo.

## Geografia fisica
La cittadina è situata a breve distanza dal confine con la Russia e sorge nei pressi delle linee ferroviaria e autostradale Vicebsk-Smolensk, sul fiume Mošna.

## Storia
La prima menzione dello shtetl (insediamento ebraico) di Lëzna si ebbe nel 1654.

Nel 1887 vi nacque il pittore Marc Chagall. In quello stesso anno il villaggio fu oggetto di un pogrom contro la popolazione ebrea.
La cittadina fece notizia il 16 luglio 1994, quando un presunto attentato contro il presidente della Bielorussia Aljaksandr Lukašėnka ebbe luogo nelle vicinanze della stessa.